# Leptocybe invasa
Leptocybe invasa là một loài côn trùng trong họ Eulophidae. Loài này được Fisher & LaSalle miêu tả khoa học đầu tiên năm 2004.
Đây là loài gây hại của cây Eucalyptus grandis, phát triển phổ biến ở Israel.